# Брецель, Антон
Антон Брецель (словен. Anton Brecelj; 9 июня 1875, Айдовшчина Австро-Венгрия — 22 сентября 1943, Любляна) — словенский и югославский врач, политик, писатель и публицист.

## Биография
Изучал медицину в университете Граца. В студенческие годы участвовал в католическом движении. С 1903 по 1918 год жил и работал в городе Горица в Австро-Венгрии (ныне город Гориция, Италия). 
В 1920 году переехал в Любляну, где работал врачом-педиатром и терапевтом, занимался активной политической деятельностью.

Президент Христианско-социального общества и основатель ассоциации «Lasten dom», ратующего за строительство жилья для рабочих. Ещё с горицких времён был одним из лидеров «новостройцев» — христианских социалистов, стоявших в оппозиции руководству Словенской народной партии. В 1935 году вместе с Иваном Становником возглавил небольшую группу из числа левого крыла СНП, не одобрявшую курс Антон Корошеца и требовавшую вновь принять программу Словенской декларации 1932 года. 
С 1941 года был членом президиума Освободительного фронта Словении.
Супруг Алисы Касагранде. Отец Марияна Брецеля, главы СР Словении и Народного героя Югославии, и Богдана Брецеля, известного врача-хирурга, доктора медицинских наук, профессора, полковника ЮНА и Героя Социалистического Труда Социалистической Федеративной Республики Югославия, одного из личных врачей Иосипа Броза Тито.

## Творчество
Широко известен, как автор книг о биологии и медицине, особенно, по вопросам борьбы с туберкулёзом,  дарвинизму (в 1898—1901), состоянию здравоохранения в Словении, социальной медицине и различным профессиональным вопросам (1919—1925). 
Его журналистская деятельность распространялась также на общественно-политическую и культурную сферы. Опубликовал ряд научно-популярных статей по вопросам здравоохранения, политической, культурно-образовательной и моральной тематики (1923—1925).

## Избранные произведения
- Čuda in tajne življenja
- O zdravju in boleznih
- O viru življenja
- O spolni vzgoji
- Družina in zdravje
- Jetiki-boj!
- Oskrba vojnih oškodovancev
- Zdrav kolikor hočeš
- Goriški slavček
- Zdravstvene zadeve v Julijski krajini
- Mladinsko skrbstvo in zdravstvo v Sloveniji
- Zdravnikovi spomini
- Ruska iskustva o splavljanju